# Планетесимали
Планетесимали су чврсти објекти за које се сматра да постоје у протопланетарним дисковима и преосталим дисковима. Према Чемберлин-Моултоновој планетарној хипотези, верује се да су створени од зрнаца космичке прашине, за које се верује да су настали пре око 4,6 милијарди година у Сунчевом систему, и вредни су у проучавању његовог настанка.

## Стварање
У широко прихваћеној теорији стварања планете, тзв. планетесимална хипотеза, Чемберлин-Моултоновој планетесимална хипотеза и хипотеза Виктора Сафронова, тврди се да су планете створене од честица космичке прашине које се сударају и скупљају да би формирале све већа тела. Када тела достигну величину од око једног километра, могу се привући једни другима директно узајамном гравитацијом, што у великој мери доприноси накнадном расту протопланета величине Месеца. Тако се често дефинишу равни резачи. Тела која су мања од планетесимала морају се ослонити на Брауново кретање или турбулентна кретања у гасу да изазову сударе који могу довести до уништења. Механика судара и механизми одвраћања су сами по себи сложени процеси. Алтернативно, планетесимали се могу формирати у врло густом слоју честица прашине које доживљавају колективну гравитациону нестабилност у средњој равни протопланетарног диска или услед концентрације и гравитационог колапса ројева већих честица у условима нестабилности флукса. Многи планетесимали се на крају распадају током жестоких судара, као што се можда догодило са 4 Веста и 90 Антиопа, али неколико највећих планетесимала могло би преживети такве сударе и наставити да се претвара у протопланете, а касније и планете.

## Планетесимали у Сунчевом систему
Уопштено се сматра да је пре око 3,8 милијарди година, након периода познатог као Касно тешко бомбардовање, већина планетесимала у Сунчевом систему или у потпуности избачена из Сунчевог система у удаљене ексцентричне орбите као што је Ортов облак, или се сударила са њима већим објектима, због регуларних гравитационих сила великих планета (нарочито Јупитера и Нептуна). Неколико планетесимала могу бити ухваћени као месеци, као што су Фобос и Дејмос (Марсови месеци) и многи мали месеци са великим нагибом џиновских планета.
Планетесимали који су преживели до данас су драгоцени за науку јер садрже информације о стварању Сунчевог система. Иако су њихове спољашњости подложне интензивном сунчевом зрачењу које може да промени њихову хемију, њихова унутрашњост садржи нетакнути материјал који је у суштини нетакнут од настанка планете. То сваки планетесимал чини „временском капсулом“, а њихов састав може открити услове у Соларној магли од којих је настао наш планетарни систем. Најпримитивнији планетесимали које посећује свемирски брод су Арокот са два додира.

## Дефиниција планетесимала
Реч планетесималан (planetesimall) потиче од математичког концепта инфинитезималног и дословно значи изузетно мали део планете.

Иако се назив увек примењује на мала тела током процеса формирања планете, неки научници такође користе термин планетесималан као општи термин за веома мала тела Сунчевог система — као што су астероиди и комете — која су остала од процеса стварања. Група водећих светских стручњака за формирање планета одлучила је на конференцији 2006. године о следећој дефиницији планетесимала:
Планетесимал је чврсти објекат који настаје током акреције орбиталних тела чијом унутрашњом силом доминира самогравитација и на чију орбиталну динамику не утиче значајно отпор гаса. Ово одговара објектима већим од приближно 1км у соларној магли.
Тела која су довољно велика, не само да их гравитација држи заједно, већ и да промене путању стена које се приближавају на удаљеностима од неколико радијуса почињу да расту брже. Ова тела, већа од 100км до 1000км, називају се ембриони или протопланете.
У тренутном Сунчевом систему, ова мала тела се обично класификују по динамици и саставу и могу касније да еволуирају да постану комете, објекти Којперовог појаса или тројански астероиди, на пример. Другим речима, неки планетесимали су постали други типови тела након што је планетарно стварање завршено и могу се помињати под било којим именом.
Горе наведену дефиницију не подржава Међународна астрономска унија и друге радне групе могу одлучити да усвоје исту или другачију дефиницију. Такође, не постоји тачна линија раздвајања између планетесимала и протопланета.